# Sendai (croiseur)
Pour les articles homonymes, voir Sendai (homonymie).
Le Sendai (川内 軽巡洋艦, Sendai keijun'yōkan) était un croiseur léger, navire de tête de sa classe en service dans la Marine impériale japonaise. Baptisé du nom de la rivière Sendai, dans l'île japonaise de Kyūshū, il est coulé le 3 novembre 1943 au cours de la bataille de la baie de l'Impératrice-Augusta.

## Historique

### Début de carrière
Le Sendai est achevé aux chantiers navals Mitsubishi de Nagasaki le 29 avril 1924. Peu après sa mise en service, le navire opère dans le fleuve Yangzi Jiang, en Chine. Il joue un rôle important dans la bataille de Shanghai lors des première phases de la Seconde guerre sino-japonaise, couvrant ensuite le débarquement des forces Japonaises dans le sud de la Chine.

### Invasions de l'Asie du Sud-Est
Le 20 novembre 1941, le Sendai devient navire amiral de la 3e escadre de destroyers (DesRon 3), sous le commandement du Contre-Amiral Shintarō Hashimoto.
Au moment de l'attaque sur Pearl Harbor, le Sendai prend part à des opérations de transport d'escorte, transportant le Lieutenant-Général Tomoyuki Yamashita et la 25e armée pour l’invasion de la Malaisie britannique. Le 7 décembre 1941 à 23 h 45, le Sendai et son escadre de destroyers (Ayanami, Isonami, Shikinami, et Uranami) commencent le bombardement de Kota Bharu (Malaisie). Au cours de cette opération, ils sont attaqués par sept bombardiers Lockheed Hudson de la RAAF, coulant l'un des transports et en endommageant deux autres.
Le 9 décembre 1941, le sous-marin I-65 détecte et signale la Force Z de la Royal Navy (cuirassé HMS Prince of Wales, croiseur de bataille HMS Repulse et des destroyers de soutien). Le rapport est reçu par le Sendai, qui transmet le message au Vice-Amiral Jisaburō Ozawa à bord de son vaisseau amiral, le croiseur lourd Chōkai. Cependant, la réception étant médiocre, le message prend 90 minutes pour être décoder. En outre, le rapport de l'I-65 s’avéra incorrect.
Le 19 décembre 1941, au large de Kota Bharu, en mer de Chine méridionale, le sous-marin de la Marine royale néerlandaise HNLMS O 20 détecte le Sendai escortant 39 transports d'un convoi de Malaya. À 11 h 15, un hydravion Kawanishi E7K2 "Alf" du croiseur, repère et bombarde l'O 20, également attaqué par des charges de profondeur des destroyers Ayanami et Yūgiri. Il sera coulé pendant la nuit par l'Uranami pendant qu'il rechargeait ses batteries.
Le Sendai effectue trois autres missions d'escorte en Malaisie péninsulaire entre décembre 1941 et janvier 1942. Le 10 janvier, le sous-marin américain USS Seadragon (en) repère le convoi et tire deux torpilles sur un transport, sans succès.
À la suite d'un rapport erroné signalant la présence d'un cuirassé de la classe Renown à Singapour, le croiseur appareille de la baie de Cam Ranh le 16 janvier 1942. Il escorte les croiseurs lourds Chokai, Kumano, Mikuma, Mogami et Suzuya, accompagné des croiseurs légers Kinu et Yura, des destroyers Murakumo et Shirakumo. À mi-chemin, l'ordre est annulé, l'amiral Takeo Kurita fait demi-tour et rallie Cam Ranh le 19 janvier.
Le 26 janvier, pendant la bataille d'Endau (en), le Sendai et son convoi sont attaqués par les destroyers HMS Thanet (en) et HMAS Vampire à environ 80 nmi (148 km) au nord de Singapour. Au cours des combats qui s’ensuivit, le Thanet sera coulé.
De février à mars, le Sendai couvre des débarquements japonais à Palembang (Sumatra; opération L), tout en patrouillant dans le détroit de Malacca pour intercepter les navires britanniques et néerlandais voulant s'échapper vers Singapour. Le même mois, il prend part à l'opération J, invasion de la côte ouest de Java. Durant le mois de mars, il participe à l'opération T (invasion du nord de Sumatra) et couvre le débarquement d'un bataillon de la 18e division à Port Blair (îles Andaman). En mars-avril, il couvre des raids aéronavals dans l'océan Indien (opération C) avant de retourner à Sasebo pour des réparations.

### Bataille de Midway
Le 29 mai 1942, le Sendai prend la mer avec le corps principal de la flotte combinée pour Midway. Durant la bataille, le corps principal stationne à 600 nmi (1 110 km) derrière la première force de frappe de porte-avions du Vice-Amiral Chūichi Nagumo. Le croiseur retourne à Kure le 14 juin 1942, n'ayant participé à aucun combat.

### Campagne des îles Salomon
Le 15 juillet 1942, la 3e escadre de destroyers est affectée à la force de la zone Sud-Ouest pour couvrir des opérations en Birmanie et le raid sur Ceylan, arrivant à Mergui (Birmanie), le 31 juillet. Cependant, avec le débarquement américain à Guadalcanal, le projet d'opérations dans l'océan Indien est annulé et le Sendai est envoyé à Makassar, Davao et Truk, escortant des convois de troupes à Rabaul (Nouvelle-Bretagne), aux Shortland et à Bougainville. Le 8 septembre, le croiseur bombarde Tulagi. Quatre jours après, le Sendai, en compagnie des destroyers Shikinami, Fubuki et Suzukaze, bombardent l'aéroport international de Honiara, à Guadalcanal. Le croiseur prend part à diverses opérations dans les îles Salomon jusqu'en novembre 1942, participant à la première bataille navale de Guadalcanal (où il reste à distance de couverture) puis à la deuxième bataille navale de Guadalcanal (où il est attaqué sans succès par le cuirassé USS Washington).
Le 25 février 1943, le Sendai est réaffecté dans la 8e flotte, sous le commandement du Vice-Amiral Gunichi Mikawa, où il patrouille au large de Rabaul durant le mois d'avril. Le 21 avril, il appareille de Kavieng pour prendre en remorque le croiseur léger Aoba, escorté par les destroyers Hatsuzuki et Nagatsuki. Ils arrivent à Truk le 25 avril.
De retour à Sasebo en mai, le Sendai est réparé et modifié. Son canon de 140 mm est supprimé, deux triples montures de 25 mm et un radar Type 21 sont installés. Les réparations s'achèvent le 25 juin 1943 puis le Sendai retourne à base de Truk le 5 juillet. Le lendemain, il quitte la base pour une mission de transport de troupes, escorté du destroyer Yūgure. Le croiseur arrive à Rabaul le 8 juillet, débarque les troupes et repart. Il mouille aux îles Shortland le 9 juillet.
Désormais sous le commandement du Contre-Amiral Shoji Nishimura, il appareille de Rabaul le 18 juillet 1943 à 21 h 50. Il prend part à des Tokyo Express, ayant pour mission secondaire le renforcement en troupes et munitions de Vella Lavella et pour mission principale un combat de nuit contre les croiseurs américains éventuellement rencontrés. Il se compose des croiseurs lourds Chokai, Kumano et Suzuya (navire-amiral), escortés du 3e escadron de destroyers : dont le Sendai, les destroyers Hamakaze, Kiyonami, Yūgure et Yukikaze, sous le commandement du capitaine de vaisseau Matsuji Ijuin; les troupes étant embarquées sur les unités de la 30e division de destroyers : les Mikazuki, Minazuki et Matsukaze, commandée par le Capitaine de vaisseau Tsuneo Orita. Le 19 juillet à 19 h 5, une attaque aérienne de bombardiers-torpilleurs est repoussée. Les Kumano et Chokai subissent des dégâts légers causés par des bombes de 2 000 livres tombées à proximité. À 21 h 0, aucune force de surface ennemie n'ayant été détectée, le débarquement des renforts s'effectue comme prévu.
Le lendemain vers 0 h 10, le groupe de combat est attaqué par 6 B-25 Mitchell venant de Guadalcanal. Ne s'attendant pas à une attaque de nuit, dans le camp japonais la surprise est totale. À 0 h 34, le Yugure est frappé et coule. La force nippone se replie sur Rabaul laissant le Kiyonami sur les lieux rechercher les survivants. À 5 h 20, une nouvelle attaque coule à son tour le Kiyonami. Nishimura et son escadre arrivent à Rabaul le 21 juillet.
Le croiseur appareille de Rabaul le 28 août 1943 pour une mission de transport de troupes, escorté du destroyer Sazanami. Le croiseur arrive aux îles Shortland et débarque les troupes avant un retour à Rabaul le 30 août.
Il appareille de Rabaul le 1er novembre 1943, accompagné du croiseur léger Agano, des croiseurs lourds Haguro et Myoko, escorté des destroyers Hatsukaze, Naganami, Samidare, Shigure, Shiratsuyu et Wakatsuki. 1 000 soldats de l'Armée impériale japonaise sont embarqués sur les destroyers Amagiri, Uzuki, Yunagi et Yūzuki aménagés en transports de troupes. Le lendemain, le croiseur prend part à la bataille de la baie de l'Impératrice Augusta. Au cours de l'engagement avec les forces (Task Force 39) de l'amiral Aaron S. Merrill, le Sendai est coulé (6° 10′ S, 154° 20′ E) le 2 novembre à 4 h 30, par quatre croiseurs alliés. En évitant les tirs américains, les Samidare et Shiratsuyu entrent en collision et sont avariés. La force japonaise, battue, se retire et rallie Rabaul. Le capitaine Shoji et 184 membres de l'équipage coulent avec le navire et 236 autres membres d'équipage sont secourus par les destroyers.
Le 3 novembre 1943, l'Amiral Ijuin et 75 autres survivants sont secourus par le sous-marin japonais RO-104. Le Sendai est rayé des listes le 5 janvier 1944.